# (12327) Terbrüggen
12327 Terbruggen (1992 SX1) – planetoida z pasa głównego asteroid okrążająca Słońce w ciągu 3,5 lat w średniej odległości 2,3 j.a. Odkryta 21 września 1992 roku.